# Едуард Рітсон
Едуард Рітсон (ест. Eduard Ritson; 1 травня 1889, Пайсту — 27 лютого 1967, Раквере) — естонський дипломат, громадський діяч, лікар. Голова естонського народного комітету в Києві. Визнаний урядом Української Держави консулом Естонії в Києві (1918).

## Життєпис
Народився 1 травня 1889 року в селі Пайсту поблизу міста Вільянді. Навчався в Ризькій фізичній гімназії та в Київському університеті св. Володимира.
15 листопада 1914 р. мобілізований до царської армії. Під час Першої світової війни працював гінекологом в Україні та Румунії, продовжуючи військову службу закінчив Київський університет. У квітні 1915 року він захворів на тиф, після видужання вирушив до Петрограда і відвідав Естонію. Навесні 1917 року знаходився в армії в Одесі. Восени 1918 року Едуард Рітсон очолив Естонський народний комітет у Києві. 1918 Уряд Української Держави визнав повноваження Едуарда Рітсона як консула Естонії в Києві.
Після захоплення окупації України, Едуард Рітсон залишався та працював в Києві. Він був головою Естонського комітету допомоги і допомагав репатріювати естонців. У 1922 заарештований і засуджений до 10 років концтаборів.
У травні 1922 року померла його дружина Ольга, а дітей залишила в Москві сиротами.
1928 року призначений начальником управління охорони здоров'я Бодайбо (Якутія).
1932 року — звільнився із зони ГУЛАГ та емігрував до Естонії. Працював лікарем та менеджером лікарні в Мустлі, Сінді, Нарві, Раквере.
Автор мемуарів, перша частина яких була написана дочкою Ольгою в Сінді в період між 1934 та 1939. Пізніше Едуард Рітсон писав сам, ймовірно, в Нарві або Раквере. Дожив до окупації Естонії з боку СССР. Помер 24 лютого 1967 року в Раквере

## Сім'я
- Батько — Ян Рітсон (Jaan Ritson) (1849—1919)
- Мати — Молл Рітсон (Mall Ritson (Jaakson)) (1852—1900)
- Дружина — Ольга Рітсон (Вольська) (1881—1922) (Киянка, одружилися 22.04.1913).
- Син — Олексій (Aadu Ritson) (1915—2010)
- Донька — Ольга (Olga Kistler (Ritson)) (1920—2013)